# Micropotamogale lamottei
La potamogale del monte Nimba (Micropotamogale lamottei Heim de Balsac, 1954) è un mammifero della famiglia dei Tenrecidi.

## Descrizione
La lunghezza del corpo è tra 12 e 20 cm, quella della coda tra 10 e 15 cm, il peso intorno ai 125 g.
Il corpo è compatto e la testa rotonda. Il lungo pelo, di colore grigio o marrone, nasconde in genere gli occhi e gran parte delle orecchie.

## Distribuzione e habitat
È endemico di una ristretta regione dell'Africa occidentale che comprende i monti Nimba, tra Liberia, Guinea e Costa d'Avorio. L'habitat è costituito da torrenti o paludi

## Biologia
È un animale notturno e semiacquatico. 
Si nutre di pesci, crostacei e insetti acquatici. Cattura le prede lungo le rive dei corsi d'acqua o con brevi immersioni.

## Status e conservazione
La IUCN Red List classifica questa specie come in pericolo di estinzione.
La Zoological Society of London, in base a criteri di unicità evolutiva e di esiguità della popolazione, considera Micropotamogale lamottei una delle 100 specie di mammiferi a maggiore rischio di estinzione.